# Batalha de Ancara
A Batalha de Ancara foi uma batalha travada nas proximidades de Ancara, em 20 de julho de 1402, envolvendo as tropas otomanas de Bajazeto I e os mongóis de Tamerlão, fundador do Império Timúrida. Ela foi sangrenta e resultou na derrota das forças otomanas turcas. Bajazeto foi aprisionado por Tamerlão e posto a desfilar pelas ruas da cidade em uma gaiola de ferro. Tamerlão, contudo foi ferido em combate o que valeu-lhe o apelido de Tamerlão "O Coxo" (Tmur i Leng) pelos seus súbditos.
Essa batalha foi importantíssima para desarticular o avanço otomano sobre as áreas do Império Bizantino, seriamente ameaçado pelo progresso de Bajazeto I sobre a Ásia Menor e os Bálcãs. Salvou também os povos cristãos dos Bálcãs, que tiveram seu território invadido e protelou a conquista de Constantinopla, objetivo de Bajazeto, por mais quase meio século.